# Alessandra Orsili
Alessandra Orsili (Fermo, 4 ottobre 2001) è una cestista italiana, che gioca nel ruolo di playmaker nella GEAS.

## Carriera

### Club
Dopo aver svolto la trafila giovanile con la Fe.Ba Civitanova Marche, esordisce con la stessa società in Serie A2 nella stagione 2016-2017.
A seguito delle più che positive prestazioni con la formazione marchigiana, viene acquistata dal Le Mura Lucca per disputare il campionato di Serie A1 nel 2018-19.
Nel 2022-23 passa a giocare nella Virtus Bologna. 

### Nazionale
Con l'Italia under 16 vince la medaglia di bronzo ai Campionati europei femminili di pallacanestro Under-16 del 2017.
Nel 2018 prende parte agli Europei Under-18 con l'Italia under 18, insieme alla compagna di squadra Giorgia Bocola.
Nel 2019 prende parte sia agli Europei Under-18 che agli Europei Under-20 con l'Italia under 20, vincendo in entrambe le occasioni la medaglia d'oro.

## Statistiche
Le voci partite da titolare e minuti giocati sono assenti perché assenti anche nel sito della Lega Basket Femminile
| Stagione        | Squadra         | Competizione | Partite | Partite | Partite | Statistiche tiro | Statistiche tiro | Statistiche tiro | Altre statistiche | Altre statistiche | Altre statistiche | Altre statistiche | Altre statistiche |
| Stagione        | Squadra         | Competizione | Pres.   | Titol.  | Minuti  | Tiri da 2        | Tiri da 3        | Liberi           | Rimb.             | Assist            | Rubate            | Stopp.            | Punti             |
| --------------- | --------------- | ------------ | ------- | ------- | ------- | ---------------- | ---------------- | ---------------- | ----------------- | ----------------- | ----------------- | ----------------- | ----------------- |
| 2016-2017       | FEBA Civitanova | Serie A2     | 26      |         |         | 15/41            | 2/14             | 12/13            | 23                | 9                 | 16                | 2                 | 48                |
| 2017-2018       | FEBA Civitanova | Serie A2     | 30      |         |         | 55/130           | 10/40            | 22/30            | 79                | 45                | 28                | 4                 | 162               |
| 2018-2019       | FEBA Civitanova | Serie A2     | 32      |         |         | 109/230          | 28/84            | 58/80            | 129               | 111               | 53                | 3                 | 360               |
| 2019-2020       | Le Mura Lucca   | Serie A1     | 15      |         |         | 27/58            | 5/19             | 20/22            | 31                | 29                | 21                | 2                 | 89                |
| Totale carriera |                 |              |         |         |         |                  |                  |                  |                   |                   |                   |                   |                   |